# Mordechaj Kaplan
Mordechaj Menahem Kaplan (ur. 11 czerwca 1881 w Święcianach, zm. 8 listopada 1983 w Nowym Jorku) – filozof, reformator judaizmu, główny twórca judaizmu rekonstrukcjonistycznego.

## Życiorys
Urodzony w Święcianach na Litwie, w 1889 roku wyemigrował z rodzicami do USA. Początkowo związany był z ruchem ortodoksyjnym, z czasem jednak jego poglądy ewoluowały w kierunku heterodoksji. Ukończył w 1902 roku Żydowskie Seminarium Teologiczne (związane z judaizmem konserwatywnym) i został rabinem. Siedem lat później rozpoczął pracę w tymże seminarium jako dziekan. Wykładał tam homiletykę (sztukę głoszenia kazań), Midrasz oraz filozofię religii. W latach 1917–1922 współtworzył Centrum Judaistyczne, w którym pracował również jako rabin. Jego książka Judaizm jako cywilizacja (1934) stała się manifestem judaizmu rekonstrukcjonistycznego.
Opowiadał się za liberalizmem w kwestiach wiary, równością kobiet w życiu codziennym i liturgii, umownością idei Boga i uznaniem roli diaspory (był przeciwnikiem radykalnego syjonizmu). W latach 60. został ekskomunikowany przez konserwatystów i w 1968 opuścił judaizm konserwatywny tworząc rekonstrukcjonizm.